# Knightfall (serie televisiva)
Knightfall è una serie televisiva storica statunitense creata da Don Handfield e Richard Rayner per History. La serie è stata ordinata nel gennaio del 2016, con Jeremy Renner che è il produttore esecutivo, mentre è stata trasmessa dal 6 dicembre 2017 al 13 maggio 2019.
Knightfall, racconta la caduta, la persecuzione e la morte al rogo dei Cavalieri templari, come orchestrato da Filippo IV di Francia il 13 ottobre 1307. La serie si concentra sul Maestro dei Templari di Parigi Landry du Lauzon, un valoroso guerriero scoraggiato dai fallimenti dei Templari in Terra santa che è rinvigorito da notizie riguardanti il Santo Graal, riapparso in Francia.

## Trama
Knightfall comincia dopo la caduta della città di Acri, l'ultima roccaforte dei Templari in Terra Santa, dove il Santo Graal andò perduto, inabissandosi insieme alla nave che lo trasportava. Anni dopo, emerge un indizio che suggerisce la possibile ubicazione del Graal, incredibilmente ricomparso in Francia, e i Templari, guidati dal nobile Landry (Tom Cullen), partono per una missione di vita o di morte per ritrovarlo.

## Episodi
| Stagione         | Episodi | Prima TV USA | Prima TV Italia |
| ---------------- | ------- | ------------ | --------------- |
| Prima stagione   | 10      | 2017-2018    | 2017-2018       |
| Seconda stagione | 8       | 2019         | 2019            |

## Personaggi e interpreti

### Personaggi principali
- Landry du Lauzon (stagioni 1-2), interpretato da Tom Cullen, doppiato da Andrea Mete.
Condottiero dei cavalieri templari e veterano delle Crociate, è ossessionato dal trovare il Sacro Graal e difendere l'ordine da Filippo IV.Insieme a Rhone,Vasant e Talus è l'unico superstite dei templari.
- Papa Bonifacio VIII (stagione 1, guest stagione 2), interpretato da Jim Carter, doppiato da Stefano De Sando.
Uomo tanto potente quanto pericoloso e privo di scrupoli, sarà ucciso da Guglielmo de Nogaret tramite strangolamento.
- Galvano (stagioni 1-2), interpretato da Pádraic Delaney, doppiato da Christian Iansante.
In precedenza il più grande spadaccino templare, dopo una ferita al ginocchio, non è più in grado di combattere Tradì i templari,ma resosi conto della malvagità di Filippo deciderà di tornare dalla parte di Landry.
- Tancredi (stagioni 1-2), interpretato da Simon Merrells, doppiato da Francesco Prando.
Veterano templare, combattente accanito leale all'ordine e ai suoi fratelli Landry e Galvano.Morirà insieme all'amata Anna ucciso da degli arcieri francesi.
- Guglielmo di Nogaret (stagioni 1-2), interpretato da Julian Ovenden, doppiato da Gianfranco Miranda.
Consigliere cospirante di Filippo, lo tradirà dopo essere stato da lui umiliato.
- Regina Giovanna I di Navarra (stagione 1), interpretata da Olivia Ross, doppiata da Domitilla D'Amico.
Formidabile diplomatica e stratega politica.Verrà uccisa da Filippo IV per averlo tradito con Landry.
- Re Filippo IV di Francia (stagioni 1-2), interpretato da Ed Stoppard, doppiato da Giorgio Borghetti.
Uomo subdolo e malvagio che commette atrocità, sarà ucciso da Landry.
- Principessa Isabella di Francia (stagione 1, ricorrente stagione 2), interpretata da Sabrina Bartlett (stagione 1) e Genevieve Gaunt (stagione 2), doppiata da Emanuela Ionica.
Figlia di Filippo e Giovanna, il cui imminente matrimonio con Edoardo d'Inghilterra promette una duratura alleanza politica alla Francia.
- Parsifal (stagione 1), interpretato da Bobby Schofield, doppiato da Davide Perino.
Giovane ragazzo del popolo che si unisce ai cavalieri templari perseguendo la sua vendetta.Sarà ucciso dal traditore Pierre.
- Adelina (stagione 1), interpretata da Sarah-Sofie Boussnina, doppiata da Chiara Francese.
Ladra ebrea senza tetto salvata da giovane dai templari.Fuggirà dalla Francia con il suo popolo a causa dell'Inquisizione
- Principe Luigi di Francia (stagione 2), interpretato da Tom Forbes, doppiato da Federico Zanandrea.
Figlio del re ed erede al trono. In seguito alla morte del padre per mano di Landry diventerà Luigi X.
- Maestro Talus (stagione 2), interpretato da Mark Hamill, doppiato da Angelo Maggi.
Veterano templare che addestra i novizi al tempio di Chartres. Insieme a Rhone, Vasant e Landry è l'unico superstite dei templari.

### Personaggi secondari
- Draper (stagioni 1-2), interpretato da Nasser Memarzia, doppiato da Carlo Valli.
Templare turcopolo e medico del Tempio di Parigi. Sarà ucciso da Luigi.
- Dottor Vigevano (stagioni 1-2), interpretato da Marco Zingaro, doppiato da Federico Viola (stagione 1) e da Davide Albano (stagione 2).
Cerusico di corte.
- Berenger (stagioni 1-2), interpretato da Peter O'Meara, doppiato da Lorenzo Scattorin.
Confratello templare e maestro del tempio di Chartres, dapprima ostile a Landry, infine si dimostrerà leale al confratello. Sarà ucciso da Galvano nella battaglia di Chartles.
- Jacques de Molay (stagioni 1-2), interpretato da Robert Pugh (stagione 1) e da Matthew Marsh (stagione 2), doppiato da Bruno Alessandro (stagione 1) e da Roberto Draghetti (stagione 2).
Gran Maestro dell'ordine dei Templari. Sarà arso sul rogo per volere di Filippo IV.
- Ulric (stagioni 1-2), interpretato da Jim High. 
Confratello templare. Verrà arso sul rogo per volere di Filippo IV.
- Goffredo/Marcel De Caux (stagione 1), interpretato da Sam Hazeldine, doppiato da Dario Oppido.
Maestro templare, è il mentore e la figura paterna per Landry. Sarà ucciso da Roland.
- Roland (stagione 1), interpretato da Cengiz Dervis.
Falso brigante, in realtà guardia papale sotto copertura, si macchierà di molti crimini, tra cui l'assassinio di Goffredo e Marie, per questo sarà torturato e ucciso da Parsifal.
- Reynard (stagione 1), interpretato da Ryan Early.
Mercenario reclutato da De Nogaret per uccidere Bonifacio VIII. Scoperto, sarà fatto impiccare da Filippo IV.
- Rashid (stagione 1), interpretato da Akin Gazi, doppiato da Francesco Rizzi.
Capo della Fratellanza della Luce. Morirà combattendo al fianco di Landry contro le guardie papali.
- Pierre (stagione 1), interpretato da Joey Batey, doppiato da Federico Zanandrea.
Iniziato templare,in realtà sgherri di Bonifacio VIII, per difendere il piano del capo ucciderà Parsifal, ma scoperto, attaccherà il tempio di Parigi, venendo sconfitto dai templari e la Confraternita e infine ucciso da Landry.
- Daniel (stagione 1), interpretati da Jan Blahák e Raymond Waring.
- Ciambellano Marigny (stagione 1), interpretato da Ben Bradshaw, doppiato da Mino Caprio.
- Principe Lluis Miguel d'Aragona (stagione 1), interpretato da Marcos Franz, doppiato da Andrea Oldani.Erede della Catalina,sarà ingiustamente ucciso da Isabella e Guglielmo de Nogaret.
- Rodrigo d'Aragona (stagione 1), interpretato da Enrique Arce, doppiato da Massimiliano Lotti.
Ambasciatore aragonese.
- Nicholas (stagione 1), interpretato da Edward Bourne, doppiato da Jacopo Calatroni.
Assistente di Di Nogaret.
- Robert, Conte di Oxford (stagione 1), interpretato da Oliver Maltman, doppiato da Massimo Triggiani.
Ambasciatore inglese. Sarà ingiustamente ucciso da Guglielmo de Nogaret.
- Regina Elena d'Aragona (stagione 1), interpretata da Claudia Bassols, doppiata da Beatrice Caggiula.
Regina di Catalogna, mentalmente instabile, a seguito della morte del figlio Lluis dichiarerà guerra alla Francia, alla fine sarà uccisa con rammarico dalla cugina Giovanna.
- Sophie (stagione 1), interpretata da Amelia Clarkson, doppiata da Francesca Bielli.
Servitrice della regina Giovanna. Sarà uccisa da Filippo IV.
- Anna (stagione 1), interpretata da Gina McKee, doppiata da Claudia Catani.
Madre di Landry.
- Gerard (stagione 2), interpretato da David Bowles.
Comandante della guarnigione di Parigi.Sarà ucciso da Talus con un dardo di scorpione.
- Kelton (stagione 2), interpretato da Daniel Campbell.
Iniziato templare, in seguito confratello.Torturato,sarà costretto a tradire i templari, pentitosi di ciò, tenterà di difendere i suoi fratelli superstiti, ma sarà linciato dalla folla per volere di Filippo IV
- Angus (stagione 2), interpretato da Brian Caspe.
Confratello templare. Morirà sulla strada verso le prigioni.
- Quentin (stagione 2), interpretato da Michael James.
Iniziato templare. Verrà ucciso dai Luciferiani.
- Vasant (stagione 2), interpretato da Joseph Ollman, doppiato da Gabriele Marchingiglio.
Iniziato,poi confratello.Insieme a Rhone, Talus e Landry è l'unico superstite dei templari.
- Rhone (stagione 2), interpretato da Dean Ridge.
Iniziato templare, in seguito confratello.Insieme a Vasant, Talus e Landry è l'unico superstite dei templari.
- Othon (stagione 2), interpretato da Jirí Weingärtner.
Confratello templare, poi cacciato dall'ordine.
- Arcivescovo Raymond Bertrand de Got (stagione 2), interpretato da Stephen Fewell, doppiato da Emiliano Coltorti. Eletto dopo la morte di Bonifacio VIII, dapprima burattino di Filippo VI, gli si ribellerà dopo aver scoperto il suo vero modo di essere.
- Sorella Anna (stagione 2), interpretata da Claire Cooper, doppiata da Benedetta Ponticelli. Suora, precedentemente promessa sposa di Tancredi, decise poi di prendere i voti, tuttavia ama ancora il suo ex fidanzato. Morirà proprio tra le braccia dell'amato Tancredi venendo con lui uccisa da degli arcieri francesi.
- Regina Margherita (stagione 2), interpretata da Clementine Nicholson.
Moglie di Luigi. Accusata ingiustamente di adulterio (in realtà una macchinazione di Isabella) verrà imprigionata in una torre isolata, nella quale si taglierà le vene, morendo poi tra le braccia del marito affranto dal dolore.
- Lydia (stagione 2), interpretata da Salóme R. Gunnarsdóttir. Povera donna parigina alla quale Luigi uccise il marito e il figlio.Riuscirà a fuggire con i superstiti templari.
- Sorella Grecia (stagione 2), interpretata da Louise Bond. È una consorella di Anna, nonché balia di Eva.
- Camille (stagione 2), interpretata da Grace Carter. È una servitrice di Margherita,sarà costretta a tradirla, ma in seguito al di lei suicidio si sentirà in colpa.

## Produzione

### Sviluppo
Nel gennaio del 2016, History annunciò di aver ordinato 10 puntate, prodotte da Jeremy Renner, che potrebbe comparire tra le guest star. Il produttore e scrittore britannico Dominic Minghella è uno dei produttori esecutivi. La serie è stata concepita dal partner di produzione di Renner, Don Handfield e dallo scrittore e giornalista britannico Richard Rayner, che è produttore esecutivo insieme a Renner. Gli altri produttori esecutivi della serie sono: Jeff Pinkner, André Nemec, Josh Appelbaum e Scott Rosenberg.
Il 13 agosto 2018, History non solo conferma l'avvio della produzione di una seconda stagione della serie, con inizio previsto per il 25 marzo 2019, ma anche l'ingresso nel cast dell'attore Mark Hamill. Lo storico interprete di Luke Skywalker rivestirà il ruolo di Talus, cavaliere templare veterano, tenuto prigioniero in Terra Santa per dieci anni, che adesso ha il compito di addestrare i nuovi membri dell'Ordine.

### Riprese
La produzione è iniziata con tre giorni di riprese durante l'ultima settimana di giugno a Ragusa sulla costa meridionale dell'Adriatico, con Douglas Mackinnon (Outlander) come regista. Impostato principalmente intorno alle mura della Fortezza di San Lorenzo e alla baia di Pile, queste scene rappresentano l'assedio di San Giovanni d'Acri. PAKT Media offre servizi e oltre 140 operatori cinematografici croati che saranno coinvolti nella produzione.
Mackinnon è il direttore principale e ha gestito la maggior parte degli episodi. Metin Hüseyin e David Petrarca (Il Trono di Spade) hanno diretto anche un blocco ciascuno. Knightfall è stata girata soprattutto a Praga, Repubblica Ceca, con la sua base presso i Barrandov Studios. Molti esterni che imitano la Parigi medievale sono stati costruiti nei sobborghi circostanti, tra cui Průhonice e Doksany. Sono state utilizzate anche le strade della Città Vecchia e del castello di Švihov. Le riprese sono iniziate l'8 luglio. Questo è lo stesso studio utilizzato per la serie televisiva I Borgia, la seconda stagione di Legends, Casino Royale e The Bourne Identity. Secondo l'amministratore delegato di Barrandov Petr Tichý, lo studio è stato scelto in parte in base alla qualità degli interni del XV secolo che avevano costruito in precedenza per I Borgia. Il costo totale della serie è di 1,1 miliardi di corone ceche.
Il 26 agosto 2016 scoppiò un incendio nel set esterno dei Barrandov Studios, distruggendo gli allestimenti esterni per la serie, con un danno stimato di 100 milioni di corone. Solo una piccola parte del set, che rappresenta una città medievale, è stata salvata. Il lunedì successivo, le riprese sono state spostate in un'altra località della città. L'incendio ha avuto un impatto sul programma di produzione, ma la produzione non è stata spostata in un'altra città e si è concentrata sulle posizioni stradali. David Minkowski, produttore senior della Stillking Films, ha aggiunto:

### Marketing
Un teaser trailer ha debuttato il 1º febbraio 2017 su History, raffigurante un elmo sanguinante templare..

## Distribuzione
La prima stagione è stata trasmessa su History dal 6 dicembre 2017 al 7 febbraio 2018, mentre in Italia è andata in onda sempre su History dal 13 dicembre 2017 al 14 febbraio 2018.
La seconda stagione ha debuttato negli Stati Uniti il 25 marzo 2019.
Nel maggio 2020, è stata annunciata la cancellazione della serie.

## Altri media
A&E Networks ha collaborato con Titan Publishing per sviluppare romanzi originali e una serie di fumetti di otto parti basata sulla serie. Sotto l'accordo di licenza, Titan lavorerà a stretto contatto con i creatori e gli scrittori della serie per elaborare storie originali che espandano il ricco mondo di Knightfall in nuove avventure e storylines di crossover. Questo accordo è stato annunciato al Licensing Expo 2017. Il primo di due romanzi e serie di fumetti debutterà accanto al prossimo lancio della serie, e sarà disponibile online e a fumetti nelle librerie. Inoltre, la serie di fumetti sarà compilata in due raccolte disponibili nella sezione grafica dei libri.